# L'Avenir national
L'Avenir national was een Frans dagblad dat in 1865 werd opgericht door Alphonse Peyrat en voor het laatst verscheen in 1871. De krant verscheen ten tijde van het Tweede Franse Keizerrijk.
Op 15 mei 1869 publiceerde L'Avenir national tijdens de campagne voor de parlementsverkiezingen van dat jaar het Programma van Belleville, een redevoering van de republikein Léon Gambetta, een opposant van het keizerlijke regime van Napoleon III.